# Mariano Sánchez Martínez
Mariano Sánchez Martínez (Ibi, Alcoià, 1 de febrer de 1959) va ser un ciclista valencià, que fou professional entre 1982 i 1992. De la seva carrera esportiva els seus principals èxits foren dues victòries a la Volta a Cantàbria i al Trofeu Comunitat Foral de Navarra.

## Palmarès
- 1981
  - Vencedor d'una etapa del Cinturó ciclista internacional a Mallorca
- 1985
  - Vencedor d'una etapa de la Volta a Colòmbia
  - Vencedor d'una etapa de la Volta a los Tres Cantos
- 1986
  - 1r a la Clàssica de Sabiñánigo
- 1988
  - 1r a la Volta a Cantàbria i vencedor d'una etapa
- 1989
  - 1r al Trofeu Comunitat Foral de Navarra
  - 1r a la Volta a los Tres Cantos i vencedor d'una etapa

### Resultats a la Volta a Espanya
- 1983. 27è de la classificació general
- 1985. 41è de la classificació general
- 1986. 45è de la classificació general
- 1987. 46è de la classificació general
- 1988. 18è de la classificació general
- 1989. 45è de la classificació general
- 1990. 36è de la classificació general
- 1991. Abandona

### Resultats a la Tour de França
- 1988. 57è de la classificació general